# Bruck (Burk)
Bruck ([bʁʊk] ) ist ein Gemeindeteil der Gemeinde Burk im Landkreis Ansbach (Mittelfranken, Bayern). Bruck liegt in der Gemarkung Meierndorf.

## Geografie
Das Dorf liegt an der Wieseth. Im Südwesten grenzt das Waldgebiet Eichel an, 0,5 km im Nordosten liegt das Waldgebiet Im Hohen Schlag. Eine Gemeindeverbindungsstraße führt nach Meierndorf (1,5 km südlich) bzw. zur Staatsstraße 2222 bei Forndorf (0,7 km nördlich). Eine weitere Gemeindeverbindungsstraße führt nach Waizendorf zur Kreisstraße AN 54 (1,6 km östlich) bzw. über die Schnepfenmühle zur St 2222 (1 km westlich).

## Geschichte
Die Fraisch über Bruck war umstritten. Sie wurde sowohl vom ansbachischen Oberamt Wassertrüdingen als auch vom ebenfalls ansbachischen Oberamt Feuchtwangen beansprucht. Die Dorf- und Gemeindeherrschaft hatte das ansbachische Verwalteramt Waizendorf. 1732 gab es 11 Anwesen und ein Gemeindehirtenhaus. Grundherren waren das Kastenamt Feuchtwangen (1 Mahlmühle), das Verwalteramt Waizendorf (1 Mahlmühle, 3 Höfe, 2 Halbhöfe, 3 Güter) und das eichstättische Stiftskapitel Herrieden (1 Halbhof). Die Zahl der Anwesen, die dem Verwalteramt Waizendorf unterstanden, wurde alternativ auch mit 1 Mühle, 2 Höfen, 1 Halbhöflein und 3 Gütern angegeben. Von 1797 bis 1808 unterstand der Ort dem Justiz- und Kammeramt Feuchtwangen.
Infolge des Gemeindeedikts wurde der Ort dem 1809 gebildeten Steuerdistrikt und der Ruralgemeinde Burk zugeordnet.

### Einwohnerentwicklung
| Jahr      | 001818 | 001840 | 001861 | 001871 | 001885 | 001900 | 001925 | 001950 | 001961 | 001970 | 001987 | 002020 | 002023 |
| Einwohner | 61     | 74     | 96     | 74     | 84     | 83     | 100    | 122    | 90     | 87     | 83     | 99     | 102    |
| Häuser    | 11     | 13     |        |        | 17     | 15     | 16     | 17     | 17     |        | 21     |        |        |
| Quelle    | [ 11 ] | [ 12 ] | [ 13 ] | [ 14 ] | [ 15 ] | [ 16 ] | [ 17 ] | [ 18 ] | [ 19 ] | [ 20 ] | [ 21 ] | [ 1 ]  | [ 1 ]  |

## Religion
Der Ort ist seit der Reformation evangelisch-lutherisch geprägt und bis heute nach St. Wenzeslaus (Wieseth) gepfarrt. Die Einwohner römisch-katholischer Konfession sind nach Herz Jesu (Bechhofen) gepfarrt.